# Xã Alta, Quận Barnes, Bắc Dakota
Xã Alta (tiếng Anh: Alta Township) là một xã thuộc quận Barnes, tiểu bang Bắc Dakota, Hoa Kỳ. Năm 2010, dân số của xã này là 108 người.